# Église Saint-Sylvestre-des-Brousses
Pour les articles homonymes, voir église Saint-Sylvestre.
L'église romane Saint-Sylvestre-des-Brousses est située près du village de Puéchabon dans le département français de l'Hérault en région Occitanie. C'est une église datant du XIIe siècle.

## Situation géographique
La chapelle ou église de Saint-Sylvestre-des-Brousses est située à l'écart des grandes routes modernes. Elle est située à quelques centaines de mètres d'un chemin de pèlerinage allant vers Saint-Guilhem-le-Désert et son Abbaye de Gellone. Elle se situe sur le chemin d'Arles (Appelé aussi Via Tolosona ou Via Domitia), l'un des chemins de Compostelle.
Cette construction du XIIe siècle se trouve dans les garrigues de la vallée de l'Hérault, au sein d'une oliveraie dégagée, remise en état par l'association des « Vieux Oliviers de Puéchabon ». Des vignobles sont également présents.
Le défrichement de la végétation a permis de dégager la vue qui s'étend vers le sud, jusqu'à Aniane et Saint-Jean-de-Fos.

## Histoire
Elle fut occupée pendant près de 600 ans par les bénédictins qui finirent par la quitter en 1658 pour rejoindre l'église Saint-Pierre de Puéchabon.
Son histoire est liée au hameau de Montcalmès, bien que très éloigné. En fait, à l’époque, la vie locale essentiellement agricole avait favorisé un habitat diffus et le lieu de prière devait être implanté de façon équitable pour les populations des environs.
La paroisse de Saint-Sylvestre est mentionnée pour la première fois en 1100, dans l'acte de donation d'une terre à l'abbaye d'Aniane :
- Au XVIe siècle les bénédictins délaissent Saint-Sylvestre au profit de saint Pierre de Puéchabon ;
- en 1658 la visite de François du Bosquet suscita des réparations ;
- les restaurations se succédèrent depuis ;
- confisquée comme bien national pendant la révolution, elle est propriété depuis 1812 de la commune de Puéchabon.

Elle fait l'objet d'un classement au titre des monuments historiques par arrêté du 20 juillet 1918.

## Architecture

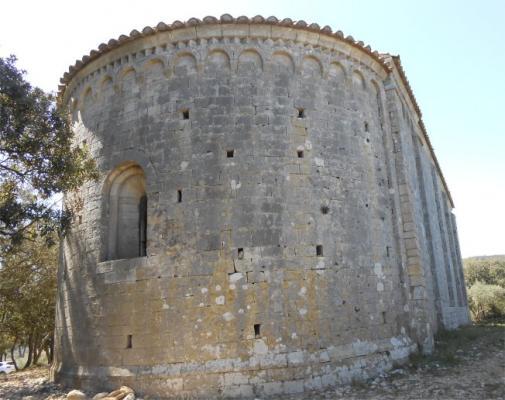
Vue du chevet le l'église depuis le Nord. Les trous de boulins permettent de comprendre le sens de construction.

Construite au XIIe siècle, le plan est simple, avec une nef à trois travées terminée par une abside en cul-de-four. Les ouvertures vers l'extérieur sont petites, en forme de meurtrières à usage vraisemblablement défensif. Du reste, l'ensemble a un aspect massif de forteresse.
L'abside et le chœur de l'édifice semblent avoir été construits au cours d'une première campagne et présentent un décor voisin de celui de l'église d'Argelliers. On y retrouve un feston d'arcatures composées et un cordon de dents d'engrenages qui courent sous la corniche. L'analogie avec Argelliers est confirmée par le tore et les colonnettes à chapiteau de la baie axiale à double ébrasement.
Sur les trois travées de la nef, seule la plus occidentale est percée d'une fenêtre en meurtrière. Le portail s'inscrit discrètement dans la travée médiane et se compose de trois voussures en plein cintre vierges de toute ornementation. La continuité de l'arc au départ du sol, sans la présence d'impostes, est assez inhabituelle pour le roman languedocien, mais reflète l'esprit de sobriété de l'édifice dans son unité. Le mur sud de l'église, dénué de contrefort, permet d'observer l'élévation de la construction, et notamment la diminution de la taille de l'appareil en fonction de l'avancement du mur, diminution contrainte par la nécessité d'employer des matériaux de plus petites dimensions, arrivé à une certaine hauteur. Cette problématique se retrouve sur de nombreuses églises du premier âge roman ou le débitage des blocs de pierre est réalisé en fonction des moyens disponibles au détriment d'une l'unité générale.
Un clocher rectangulaire est rajouté au sud de la travée orientale, destiné probablement à mieux distinguer l'église aux pèlerins qui passent en contrebas du site. Considéré comme un rajout postérieur à l'édifice, sa liaison cohérente avec l'ensemble du mur gouttereau sud au niveau des lignes d'assises et la similarité de l'appareil utilisé (un calcaire blanc patiné) en plus de la présence d'une ouverture en meurtrière laisse penser à une construction contemporaine de la deuxième campagne de construction de l'église avec un espacement de quelques dizaines d'années tout au plus. Sa partie sommitale est en revanche plus tardive, résultat de la reconstruction du clocher en 1761.
A l'intérieur de l'église, la partie la plus caractéristique est le mur de l'abside, divisé en cinq panneaux par des arcs de dessin lombard et des colonnettes dont les chapiteaux à haut tailloir sont ornés de sujets archaïsants. Ce genre de disposition et de décors se retrouvent à l'abbaye de Goudargues, également fondation d'Aniane. L'arc triomphal retombe sur les chapiteaux des colonnes engagées.
Un cordon marque le départ de la voûte pour l'abside et la travée de chœur. Il n’apparaît plus ensuite, le reste de l'édifice n'ayant pas été prévu pour être voûté, mais couvert par une charpente sur arc diaphragme. Ce changement de construction, intérieur et extérieur entre la partie Est de l'église et le reste de la nef et le décrochement des volumes, permet de confirmer le déroulement de deux campagnes de construction n'ayant probablement pas reçu la même dotation financière.
Cet édifice se caractérise ainsi à l'heure actuelle par sa nef unique, son portail à voussures, son chevet en abside et enfin son décor architectural à base de cannelures anguleuses et de bandes lombardes (i.e. alternance de pilastres et d'arcatures en plein cintre).
Divers : 4 informations disponibles :
- colonnes
- décor peint ornant le mur du chevet (rouge et ocre jaune)
- chapiteaux stylisés
- décor géométrique sur archivoltes et voussures propriété publique

Il pourrait y avoir un ancien cimetière sous le remblai d'accès à l'église.

### Sources
- Conférence donnée le 2 mai 2015 dans l'église par M. Jean-Claude Richard, directeur de recherches au CNRS, à l'occasion d'une petite fête des oliviers.